# Camillo Cibotti
Camillo Cibotti (Casalbordino, 28 ottobre 1954) è un vescovo cattolico italiano, dall'8 maggio 2014 vescovo di Isernia-Venafro e dal 24 febbraio 2025 vescovo di Trivento.

## Biografia
Nasce a Casalbordino, in provincia ed arcidiocesi di Chieti, il 28 ottobre 1954.

### Formazione e ministero sacerdotale
Compie gli studi filosofico-teologici nel seminario regionale di Chieti e consegue la licenza in teologia morale presso l'Accademia alfonsiana a Roma.
Il 1º luglio 1978 è ordinato presbitero, nel suo paese natale, dall'arcivescovo Vincenzo Fagiolo (poi cardinale).
Dopo l'ordinazione è parroco a Liscia dal 1978 al 1985, padre spirituale presso il seminario regionale dal 1985 al 1988, parroco a Ripa Teatina dal 1988 al 1994, parroco della Santissima Trinità e rettore della chiesa di san Domenico a Chieti dal 1994 al 2005, assistente diocesano della FUCI dal 1995 al 2000.
L'8 novembre 2005 l'arcivescovo Bruno Forte lo nomina vicario generale dell'arcidiocesi di Chieti-Vasto; succede a Domenico Angelo Scotti, precedentemente nominato vescovo di Trivento. Ricopre inoltre l'incarico di professore di teologia morale presso l'istituto teologico abruzzese-molisano, vicario episcopale per i laici ed assistente della consulta diocesana per i laici.
Il 5 dicembre 2005 è nominato cappellano di Sua Santità da papa Benedetto XVI.

### Ministero episcopale
L'8 maggio 2014 papa Francesco lo nomina vescovo di Isernia-Venafro; succede a Salvatore Visco, precedentemente nominato arcivescovo di Capua. L'11 giugno successivo riceve l'ordinazione episcopale, nel santuario della Madonna dei Miracoli a Casalbordino, dall'arcivescovo Bruno Forte, co-consacranti gli arcivescovi Giancarlo Maria Bregantini e Salvatore Visco. Il 28 giugno prende possesso della diocesi nella cattedrale di San Pietro Apostolo ad Isernia.
Il 5 luglio 2014, insieme al suo predecessore, accoglie papa Francesco in visita pastorale alla diocesi.
Il 18 gennaio 2016 è eletto segretario generale della Conferenza episcopale dell'Abruzzo-Molise, incarico che ricopre fino all'11 gennaio 2021, quando gli succede il vescovo di Trivento Claudio Palumbo. Il 10 giugno 2024 è eletto presidente della medesima conferenza episcopale, succedendo così al cardinale Giuseppe Petrocchi.
Il 24 febbraio 2025 è nominato anche vescovo di Trivento da papa Francesco, che unisce così in persona episcopi le sedi di Isernia-Venafro e di Trivento; succede a Claudio Palumbo, precedentemente nominato vescovo di Termoli-Larino. Il 26 aprile successivo prende possesso della diocesi.

## Genealogia episcopale e successione apostolica
La genealogia episcopale è:
- Cardinale Scipione Rebiba
- Cardinale Giulio Antonio Santori
- Cardinale Girolamo Bernerio, O.P.
- Arcivescovo Galeazzo Sanvitale
- Cardinale Ludovico Ludovisi
- Cardinale Luigi Caetani
- Cardinale Ulderico Carpegna
- Cardinale Paluzzo Paluzzi Altieri degli Albertoni
- Papa Benedetto XIII
- Papa Benedetto XIV
- Papa Clemente XIII
- Cardinale Bernardino Giraud
- Cardinale Alessandro Mattei
- Cardinale Pietro Francesco Galleffi
- Cardinale Giacomo Filippo Fransoni
- Cardinale Antonio Saverio De Luca
- Arcivescovo Gregor Leonhard Andreas von Scherr, O.S.B.
- Arcivescovo Friedrich von Schreiber
- Arcivescovo Franz Joseph von Stein
- Arcivescovo Joseph von Schork
- Vescovo Ferdinand von Schlör
- Arcivescovo Johann Jakob von Hauck
- Vescovo Ludwig Sebastian
- Cardinale Joseph Wendel
- Arcivescovo Josef Schneider
- Vescovo Josef Stangl
- Papa Benedetto XVI
- Arcivescovo Bruno Forte
- Vescovo Camillo Cibotti

La successione apostolica è:
- Vescovo Claudio Palumbo (2017)